# Atanazy (Chadzopulos)
Atanazy, imię świeckie Atanasios Chadzopulos (ur. 17 października 1950 w Atenach) – grecki duchowny prawosławny, od 2007 biskup pomocniczy arcybiskupstwa Aten z tytułem metropolity Achai.

## Życiorys
W 1976 ukończył studia na wydziale teologicznym Uniwersytetu Narodowego w Atenach. Święcenia prezbiteratu przyjął 5 października 1991. Chirotonię biskupią otrzymał 15 października 2000.